# فتا آهامادا
فتا آهامادا (انگلیسی: Feta Ahamada؛ زادهٔ ۲۴ ژوئن ۱۹۸۷ در کلیشی، او-دو-سن, فرانسه) ورزشکار دو و میدانی در رشته دو سرعت که برای اتحاد قمر در بازی‌های المپیک تابستانی ۲۰۰۸ و بازی‌های المپیک تابستانی ۲۰۱۲ به رقابت پرداخت.